# Malmo (Nebraska)
Malmo es una villa ubicada en el condado de Saunders en el estado estadounidense de Nebraska. En el Censo de 2010 tenía una población de 120 habitantes y una densidad poblacional de 340,68 personas por km².

## Geografía
Malmo se encuentra ubicada en las coordenadas 41°15′59″N 96°43′15″O / 41.26639, -96.72083. Según la Oficina del Censo de los Estados Unidos, Malmo tiene una superficie total de 0.35 km², de la cual 0.35 km² corresponden a tierra firme y (0%) 0 km² es agua.

## Demografía
Según el censo de 2010, había 120 personas residiendo en Malmo. La densidad de población era de 340,68 hab./km². De los 120 habitantes, Malmo estaba compuesto por el 100% blancos, el 0% eran afroamericanos, el 0% eran amerindios, el 0% eran asiáticos, el 0% eran isleños del Pacífico, el 0% eran de otras razas y el 0% pertenecían a dos o más razas. Del total de la población el 6.67% eran hispanos o latinos de cualquier raza.